# Ray Noble
Raymond „Ray“ Stanley Noble (* 17. Dezember 1903 in Brighton; † 2. April 1978 in London) war ein britischer Big-Band-Leader, Arrangeur, Komponist und Schauspieler.

## Leben und Wirken
Noble wuchs in London auf und besuchte das Dulwich College. Er studierte Klavier und Arrangement und gewann einen Wettbewerb für Arrangeure, wonach er vom Musikverleger Lawrence Wright angestellt wurde. 1928 wurde er fest angestellter Arrangeur für das BBC Tanzorchester unter Jack Payne. 1929 wurde er Leiter der Studioband bei „His Master’s Voice“ (HMV Records), die als „The New Mayfair Dance Orchester“ mit (ab 1930) dem Sänger Al Bowlly sehr populär wurden. Sie erhielten sogar eine Einladung, in New York im Rainbow Room (einem bekannten Restaurant-Club im 65. Stock des GE Building im Rockefeller Center) zu spielen. Bowlly kehrte nach England zurück, Noble blieb, leitete Bands und verkörperte als Schauspieler den englischen „Upper Class“ Gentleman – in Radioshows auch beides gleichzeitig. Er spielte in sieben Hollywood-Filmen, so war er im Musicalfilm The Big Broadcast of 1936 zu sehen und verkörperte einen naiven Adelssohn in Ein Fräulein in Nöten mit Fred Astaire.
Mit dem Sänger Buddy Clark war er Ende der 1940er Jahre noch einmal erfolgreich. Als Liedtexter und Komponist stammen von ihm The Very Thought of You (1934), Love is the Sweetest Thing, The Touch of your Lips, I Hadn’t Anyone Till You, Guilty, Midnight, the Stars and You (bekannt aus Stanley Kubricks Film The Shining) und die ursprüngliche Version des durch Charlie Barnets Hit und Charlie Parkers Interpretationen bekannten Jazz-Standards Cherokee (Indian Love Song).

## Filmografie
- 1932: His Lordship
- 1935: The Big Broadcast of 1936
- 1937: Ein Fräulein in Nöten (A Damsel in Distress)
- 1942: Der große Wurf (The Pride of the Yankees)
- 1942: Here We Go Again
- 1944: Lake Placid Serenade
- 1945: Out of This World